# Johann Sigismund von Sturm
Johann Sigismund von Sturm (* 25. März 1661 in Berlin; † 6. Juni 1719 ebenda) war ein neumärkischer Regierungsrat sowie Hof- und Kammergerichtspräsident.

## Leben

### Herkunft
Johann Sigismund war der Sohn des ersten Sekretärs im Geheimen Ratskollegium Gottfried Sturm (* 1630) und dessen Ehefrau Dorothea geb. Schardius (1640–1668) und entstammt der Straßburger Familie Sturm.

### Werdegang

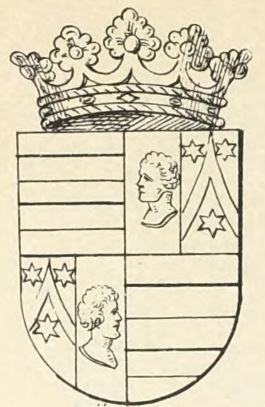
Wappen von Sturm

1676 begann Sturm ein Studium der Rechtswissenschaften an der Universität Frankfurt an der Oder. Nach dem Studium war er 1681 Kammergerichtsadvokat und 1683 Adjunkt des Ordensrates und Lehnssekretärs Johann Weitzmann in Sonnenburg. 1685 wurde Sturm zum neumärkischen Regierungsrat ernannt, was 1691 bestätigt wurde. 1697 wurde er in das Geheime Justiz-Kollegium nach Berlin berufen und am 27. Juni 1698 zum Geheimen Justizrat ernannt unter Niederlegung seines Amtes als Archivar. In dieser Stellung wurde er am 15. September 1699 mit seinem damals als Kapitän in hessischen Diensten stehenden Bruder Friedrich durch kaiserliches Diplom in den Reichsadel erhoben. Ihnen gehörte Klein Gandern im Kreis Sternberg in der Neumark. 1703 erfolgte die Ernennung zum Oberappellationsgerichtsrat und am 23. November 1705 übernahm Sturm die Präsidentschaft des Hof- und Kammergerichts und war somit der erste Justizbeamte in der Neumark. Es war das Verdienst Sigismund Sturms, dass die damaligen Missstände im Kammergericht ans Licht kamen und eine Reorganisation stattfand. Zusammen mit den Räten Bewert und Wamboldt von Umbstädt erarbeitete er den Entwurf einer neuen Kammergerichtsordnung, doch die Missstände blieben bestehen. Friedrich Wilhelm I machte ihn dafür verantwortlich und aus einer Laune heraus befahl er Sturm binnen Jahresfrist ein allgemeines Landrecht fix und fertig zu liefern. Dieser ließ deshalb 1713 die erste der drei historischen Mühlen in Neudörfchen in der Mark Brandenburg bauen, um den König zufrieden zustellen. Trotz der Reibereien mit seinem König blieb Sigismund Sturm bis zu seinem Tode im Jahr 1719 im Amt.

### Familie
Sigismund Sturm war zweimal verheiratet. Seine erste Frau Maria von Rhetius (* 1665) heiratete er am 30. April 1684. Sie war die Tochter von Johann Friedrich Rhetius (1633–1707). Seine zweite Frau wurde am 8. Dezember 1692 Elisabeth Mickels (* 1666), Tochter des Michael Mickels.
Kinder aus der zweiten Ehe:
- Charlotte Louise (* 1699) ⚭ 1718 mit Reinhold Christian von Derschau
- Luise Charlotte (* 1701) ⚭ 1722 mit dem preußischen Rittmeister Georg Ernst von Bonin